# Katheterablation
Unter Katheterablation (zusammengesetzt aus den medizinischen Fachbegriffen Katheter und Ablation) werden Herzkatheter-gestützte Methoden zusammengefasst, mit deren Hilfe nach einer Elektrophysiologischen Untersuchung Herzrhythmusstörungen beseitigt werden können. Ziel ist es hierbei, Gewebe, das falsche elektrische Impulse sendet, auszuschalten oder gezielt Narben im Herzen zu verursachen, die die Weiterleitung der falschen Impulse unterbrechen.
Auch bei therapieresistenter arterieller Hypertonie wird die Katheterablation, in diesem Zusammenhang auch renale Denervation genannt, eingesetzt. Hierbei werden direkt an der Nierenarterie verlaufende Anteile des Sympathikus durch Wärme selektiv ausgeschaltet.
Die wichtigste Methode ist die Hochfrequenzablation, bei der mit Hilfe von Strom das Gewebe im Herzen erhitzt und somit zerstört wird; eine alternative, weniger gebräuchliche Methode ist die Kryoablation.
Ein spezielles Verfahren mittels Katheterablation ist die Pulmonalvenenisolation.
1987 wurde die erste Katheterablation als Hochfrequenzablation durchgeführt. Seitdem wurde das Verfahren ständig weiterentwickelt und zählt inzwischen zum Standard in der Kardiologie.

## Ablauf
Für die Durchführung einer Katheterablation ist ein minimaler operativer Eingriff erforderlich. Mit Hilfe feiner Elektrodenkatheter werden krankhafte Erregungsherde oder Leitungsbahnen durch Hitze, Kälte oder Elektroporation zerstört.
Minimalinvasiv wird über ein Leistengefäß ein feiner, beweglicher Ablationskatheter schmerzfrei in die zu behandelnde Herzkammer geführt, mitunter auch robotergestützt. Dies geschieht in der Regel nach lokaler Betäubung der Punktionsstellen in der Leistenregion. Abhängig von der Art der zu behandelnden Herzrhythmusstörung werden entweder einzelne Erregungsherde, die sich durch eine elektrophysiologische Untersuchung (EPU) exakt finden lassen, punktgenau zerstört oder im Falle größerer Bereiche durch eine feine Ablationslinie, die aus Narbengewebe besteht, elektrisch isoliert. 
Der Eingriff dauert bei einfachen Verfahren 30 Minuten, kann sich aber in hochkomplexen Fällen auch über mehrere Stunden erstrecken.
Je nach Ausprägung der zu behandelnden Herzrhythmusstörung liegt die Erfolgsrate zwischen 50 und 99 Prozent. Mitunter muss ein Eingriff auch wiederholt werden.

## Mögliche Komplikationen
Durch die Ablation können in seltenen Fällen Herzrhythmusstörungen auftreten, vor denen sie ja eigentlich schützen soll. Auslöser können die Stromimpulse bei der elektrophysiologischen Untersuchung sein. Jedoch lässt sich der Herzrhythmus in der Regel mit Hilfe der eingeführten Instrumente wieder normalisieren.
Als weitere Komplikationen können Hämatome im Einstichbereich, Verletzungen auf dem Weg des Ablationskatheders, Nachblutungen oder Perikardergüsse auftreten.

In den ersten Wochen nach einer Katheterablation können Arrhythmie-Rezidive auftreten. Diese werden jedoch nicht zwangsläufig als Misserfolg des Eingriffs gewertet. Man geht davon aus, dass solche Frührezidive im Unterschied zu Spätrezidiven ihre Ursache in vorübergehenden lokalen Entzündungsreaktionen im Vorhof infolge des Eingriffs haben und von selbst wieder abheilen. Allerdings ergab eine Studie koreanischer Kardiologen, dass in knapp 70 Prozent der untersuchten Fälle auf Frührezidive auch Spätrezidive folgten.

## Medikation nach Ablation
Trotz Ablation kann häufig nicht auf eine Medikation verzichtet werden. Studien belegen, dass etwa 30 bis 40 Prozent der Teilnehmenden trotz einer Vorhofflimmern-Ablation weiterhin mit Antiarrhythmika behandelt werden, was unter anderem an den während der Blanking-Periode auftretenden Frührezidiven liegt, die durch lokale Entzündungsreaktionen im Vorhof verursacht werden. Solche Frührezidive lassen sich durch den Einsatz von Antiarrhythmika verhindern. Allerdings steht der Nutzen einer solchen Therapie infrage, insbesondere wenn sie über die Blanking-Periode hinaus andauert.